# Lucy (Moselle)

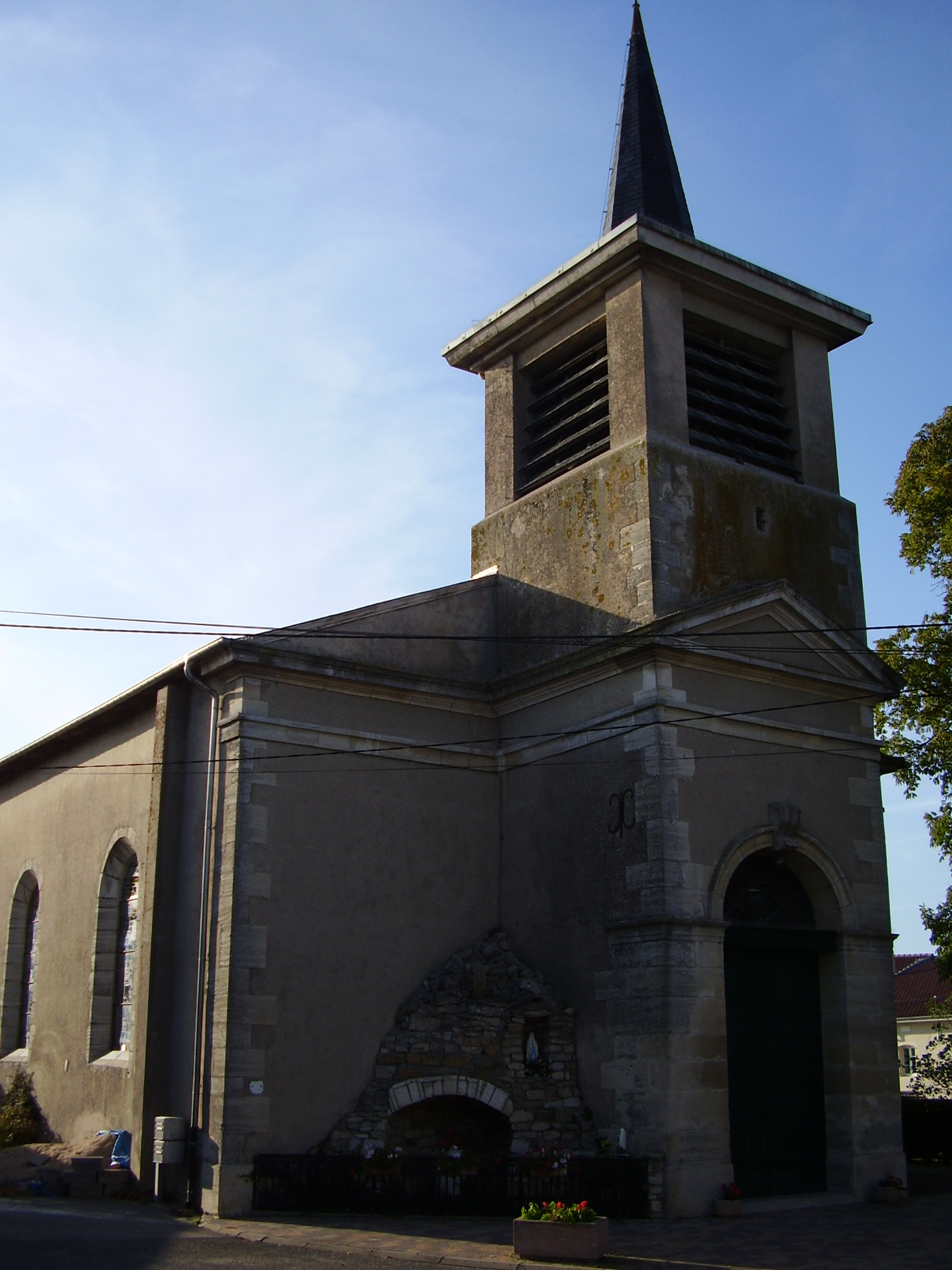
Kirche Mariä Geburt

Lucy ist eine französische Gemeinde mit 228 Einwohnern (Stand 1. Januar 2022) im Département Moselle in der Region Grand Est (bis 2015 Lothringen). Sie gehört zum Arrondissement Sarrebourg-Château-Salins. 

## Geographie
Lucy liegt in Lothringen, 35 Kilometer südöstlich von Metz, 20 Kilometer nordnordwestlich von Château-Salins und acht Kilometer nordöstlich von Delme im Saulnois (Salzgau) auf einer Höhe zwischen 228 und 315 m über dem Meeresspiegel. Das Gemeindegebiet umfasst 7,43 km². Die westliche Gemeindegrenze von Lucy bildet die Französische Nied.

## Geschichte
Die Ortschaft wurde urkundlich erstmals 1137 als Lusiacum erwähnt, die Kirche  1157 als ecclesia de Lucey. Der Ort gehörte früher zum Herzogtum Lothringen. 1661 wurde das Dorf zusammen mit der Grafschaft Bar von Frankreich annektiert. 
Durch den Frankfurter Frieden vom 10. Mai 1871 kam die Region an das deutsche Reichsland Elsaß-Lothringen, und das Dorf wurde dem Kreis Château-Salins im Bezirk Lothringen zugeordnet. Die Dorfbewohner betrieben Getreide-, Kartoffel- und Weinbau.
Nach dem Ersten Weltkrieg musste die Region aufgrund der Bestimmungen des Versailler Vertrags 1919 an Frankreich abgetreten werden. Im Zweiten Weltkrieg war die Region von der deutschen Wehrmacht besetzt.
Das Dorf trug 1915–1919 den eingedeutschten Namen Lixingen bzw. 1940–1944 Lixingen bei Delmen.

### Bevölkerungsentwicklung
| Jahr      | 1962 | 1968 | 1975 | 1982 | 1990 | 1999 | 2007 | 2019 |
| Einwohner | 201  | 169  | 141  | 178  | 193  | 200  | 211  | 233  |